# Wodnik krzywodzioby
Wodnik krzywodzioby (Diaphorapteryx hawkinsi) – gatunek wymarłego nielotnego ptaka z rodziny chruścieli (Rallidae), jedyny przedstawiciel rodzaju Diaphorapteryx. Był gatunkiem endemicznym Wysp Chatham (Nowa Zelandia).
Wiadomo, że występował na dwóch największych wyspach archipelagu: Chatham i Pitt. Znany jest jedynie z pozostałości szkieletu znalezionych na składowisku odpadów rdzennej, polinezyjskiej ludności tych wysp – Moriori.
Ptak ten mierzył ok. 40 cm długości i ważył ok. 2 kg. Był głównie owadożerny, żywił się też korzonkami paproci.
Długo sądzono, że ten gatunek wymarł przed przybyciem Europejczyków na ten archipelag, jednak współczesne dowody wykazują, że mógł wyginąć znacznie później. Sigvard Jacob Dannefaerd w liście z 1895 r. do lorda Waltera Rothschilda (angielskiego zoologa i bankiera) opisywał wygląd, zachowanie i metody polowań Moriori odnoszące się do tego gatunku. Z treści listu można domniemać (choć nie jest to w zupełności pewne), że ptak mógł przetrwać do końca XIX w.